# Frano Supilo
Frano Supilo, hrvaški novinar, časnikar in politik, * 30. november 1870, Cavtat, † 23. september 1917, London.
Supilo je bil hrvaški borec za osamosvojitev južnoslovanskih narodov izpod avstro-ogrske oblasti. Supilo je že kot trinajstletni šolar skupaj s še nekaterimi sošolci izžvižgal avstrijskega prestolonaslednika Rudolfa Habsburškega, ko je le-ta leta 1883 obiskal Dubrovnik. Zaradi tega je bil izključen iz vseh šol v monarhiji.
Kot politik je sprva deloval v Starčevićevi Stranki prava. Kot dvajsetletni mladenič je pričel v Dubrovniku leta 1891 izdajati Starčevićev tednik Crvena Hrvatska. Leta 1900 se je preselil v Reko, kjer je pričel izdajati Novi list, v tistem času najvplivnejše glasilo opozicije na Hrvaškem. Leta 1914 je emigriral v London, kjer je bil med ustanovitelji Jugoslovanskega odbora, iz katerega pa je leta 1916 izstopil. Po izstopu iz odbora je do smrti vse sile usmeril v diplomatsko akcijo za osvoboditev in združitev južnoslovanskih narodov na osnovi enakopravnosti v enotno državo.
Supilovo glavno politično delo je zbrano v knjigi Politika u Hrvatskoj, to je zbirka njegovih člankov iz Novega lista. Knjiga je izšla leta 1911, ponatis pa 1953.
1. 1 2 3 4  Record #118991396 // Gemeinsame Normdatei — 2012—2016.
2. 1 2  Hrvatski biografski leksikon — 1983.
3. 1 2  Brozović D., Ladan T. Hrvatska enciklopedija — LZMK, 1999. — 9272 p.